# The Daily Nation (Barbados)

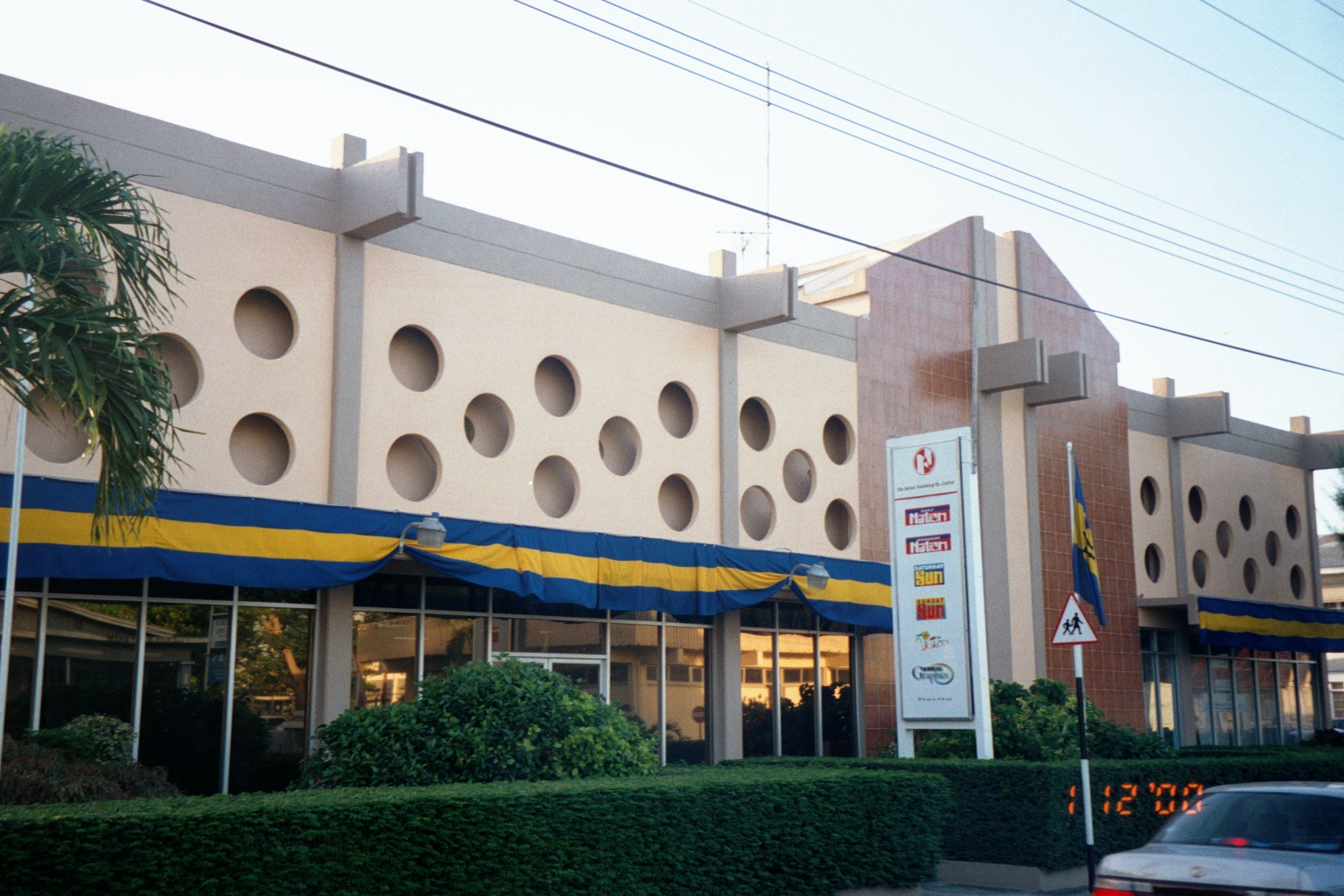
Edificio del Barbados Daily Nation en Fontabelle, Saint Michael, Barbados (2000).

The Barbados Daily Nation es el principal diario publicado en Barbados. Fue fundado en 1973 y actualmente es impreso en color y distribuido en varios puntos del país. El diario cubre temas como economía, deportes, política, estilo de vida, editoriales y noticias del espectáculo. The Barbados Daily Nation cubre también diversas noticias nacionales, regionales e internacionales.
En 2004 fue creada una versión semanal impresa en Canadá. Dicho semanario fue creado por Carib-Cana Media Inc. (CCMI) con tal de ofrecer informaciones de Barbados a la creciente clientela de Canadá. La versión canadiense está dirigida principalmente a la comunidad barbadiense residente en Canadá, y a residentes en dicho país e interesados en conocer los acontecimientos que suceden en Barbados.
La compañía madre del Barbados Daily Nation es ONE Caribbean Media Limited (OCM), con sede en Trinidad y Tobago.